# 馬立誠
馬立誠（1946年 - ）は、中国四川省成都市出身のジャーナリスト。『中国青年報』評論部副主任、『人民日報』論説委員、『鳳凰衛視』評論員を歴任し、現在は北京市を拠点に言論活動を続けている。

## 主張
2002年12月、中国季刊誌『戦略と管理』に「対日関係の新思考」と題する論文を発表。日中間の歴史問題について「中国は戦勝国として寛容であれ」と説き、過去の戦争への謝罪問題も「既に解決済み」と主張した。従来の中国政府の対日姿勢と異なることから、一連の主張が「対日新思考」として注目を集めた。馬立誠の主張は、中国国内からは学術論文に値するものではないとか、売国奴などと罵倒されている。

## 著書
- 馬立誠、凌志軍『交鋒―改革・開放をめぐる党内闘争の内幕』中央公論新社、1999年9月1日。ISBN 4120029298。
- 馬立誠『「反日」からの脱却』中央公論新社、2003年10月1日。ISBN 4120034542。
- 馬立誠『謝罪を越えて―新しい中日関係に向けて』文藝春秋〈文春文庫〉、2006年2月1日。ISBN 4167651580。
- 馬立誠『反日 - 中国は民族主義を越えられるか』中央公論新社〈中公文庫〉、2011年5月21日。ISBN 4122054826。
- 馬立誠『中国を動かす八つの思潮―その論争とダイナミズム』科学出版社東京、2013年11月1日。ISBN 4907051050。
- 馬立誠『憎しみに未来はない――中日関係新思考』岩波書店、2014年1月29日。ISBN 400025944X。
- 馬立誠『Hatred Has No Future: New Thinking on Relations with Japan』出版文化産業振興財団、2020年12月15日。ISBN 4866581239。